# 洛伊滕巴赫
洛伊滕巴赫（德語：Leutenbach，發音：[ˈlɔʏtn̩ˌbax]）是德国巴登-符腾堡州斯图加特行政区雷姆斯-穆尔县的市镇，面积14.73平方千米，2023年12月31日人口为11,856人。